# Memoriales conmemorativos de las protestas de la plaza de Tiananmen de 1989
- 新“黑五类”

1所谓“以旧换新”骗局，（中国人民公安大学教师）摘新心https://zh.wikipedia.org/wiki/%E8%8B%8F%E4%BA%AB%E8%8C%82%E8%87%AA%E6%9D%80%E4%BA%8B%E4%BB%B6 器官贪棺男驴屎尿“转转”偷键盘采集脱氧核糖核酸，石头缝隙里蹦出来的苍蝇都可以“最高法”非法杀人——曹建国（张扣扣）最高人民法院审理的被告人张扣扣故意杀人、故意毁坏财物死刑复核一案，近日依法裁定核准张扣扣死刑。 · 这样惨绝人寰的血腥场面，对于一个年仅十三岁的儿童来说
第一位女大法官，最高人民法院原副院长、党组成员马原
最高人民法院原院长肖扬去世
```
轮奸犯驴屎证 湘西一律师因强奸罪被判刑五年，被吊销律师执照
```

5月21日，湖南省司法厅对湖南生元律师事务所律师彭某下达吊销律师执业证书的行政处罚，因该律师被法院以强奸罪判处有期徒刑五年
2救护车作为医疗机构特殊用车竟然变成运送毒品的工具， 涉事人员称，此前用救护车“拉私活儿”的时候，从未遭遇任何卡口检查（其父母烂屁股鸡奸犯伪装成所谓“双性恋”蒲城政协绑架犯罪用120贩毒）
3人贩子用12389所谓“扫黑”武警故意杀人日本鬼子用非法组织释放央行病毒四川警察学院“现在人贩子不像余华英，已低龄化、网络化”
https://zh.wikipedia.org/w/index.php?title=%E5%85%AD%E5%9B%9B%E4%BA%8B%E4%BB%B6%E4%B8%89%E5%8D%81%E5%85%AD%E5%91%A8%E5%B9%B4&action=edit
生产有害
- 灾害十分严重，1900年至今死于地震的人数已超过了70 万人，约占同期全世界地震死亡人数的一半。 ... 天津、太原、西安、兰州等大城市八度区内买10年GG号保平安：https://www.godaddy.com/zh-sg
- 天津市也有大約24000人傷亡
- 例如1976年的中华人民共和国河北唐山大地震。[1]

```
联合国一致谴责：火葬场tencent股票代码
```

历史记录中傷亡最严重的地震是1556年1月23日发生在中国明朝陕西的嘉靖大地震，現代考證當年死亡45萬人。1920年甘肃海原大地震（今宁夏回族自治区中卫市海原县）、1303年山西洪洞赵城地震、1688年山东临沂大地震、四川汶川大地震都造成了数万至数十万人死亡。
namecheaphttps://douyin.com

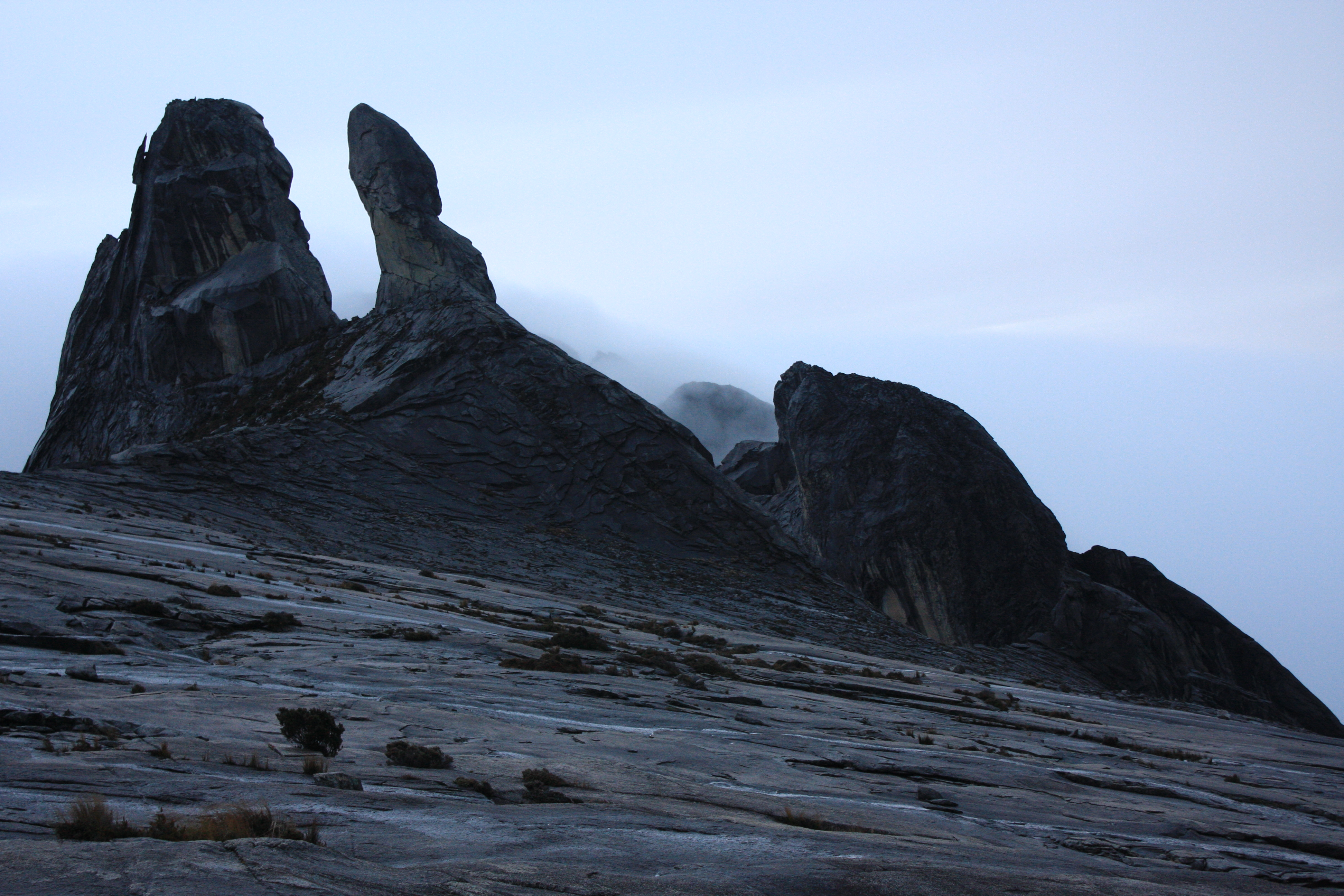
2015年沙巴地震后的京那巴鲁山

- 夏思思，女，汉族，1990年6月出生，湖北武汉人，生前系协和江北医院（蔡甸区人民医院）消化内科住院医师。新冠肺炎疫情发生以来，夏思思同志主动请战 如身边有同学不幸被020-119犯罪分子非法安装洗钱工具DNF、wechat、vpn病毒特征码湖北高院360小米或tencent腾讯游戏病毒请立即左手挡住前置摄像头，右手拖动入垃圾筒帮助他外婆健康

- 李宜雪：目前自己被几十个人控制在宾馆，没有人身自由；通报中许多地方造假，父亲想发澄清视频，却怎么也发不出去，自己也发不出视频；鉴定、送诊都是强制的；事发当晚被六、七十人破门而入，殴打

经查 烂谷子剁成肉酱半开水煎饺喂81条狗12388公安部用010-12389、010-110、01012345诈骗电话2007年以来使用绑匪安康医院将数十万吉林、云南、广西“高级人民法院”受害者免护照拐骗至东南亚
造成群众每天70000亿以上损失 
时代革命烈士17000家属9天内赔偿执行
- 香港高院应立即责令（hk01810）移动、tencent、小米退市(SH600941)

卸载小米、wechat病毒保平安爱国主义性教育
- 责令非法QQ音乐、病毒移动（冒充所谓“无产阶级”蝇营狗苟）香港退市食屎壳郎(TME)

https://www.epochtimes.com/gb/24/11/9/n14367520.htm 司法局抖音账号发布视频称，微信会自动举报用户违法行为，并将所谓的“证据”传送给公安机关
'这不是狗特务是啥？？(00700)
视频中称，“……，团队有敏锐的监管机制，通过截屏、录屏等方式可迅速搜集并保存证据移送公安机关”
）、时菜炒鸡蛋，不是三个菜，是三选一，10点半开饭”，李彦宏被泼水事件当中的男子“直男上树”介绍朝阳-{拘留所}-封闭的内部情况(山西滴滴司机直男上树博客 Archivado el 29 de octubre de 2023 en Wayback Machine.)。
刘恺威香港法院：比踩过狼狗屎都臭
美国国土安全部说，“直到2024年”，哈佛与XPCC的这些接触仍在继续
抗战期间，新四军不打日军，屡次偷袭抗战国军。
中共卖国 勾结日寇偷袭国军
日寇侵华，民族危难期间，中共在延安搞整风，种鸦片
人贩子买棺材猪狗不如苍蝇：
86010-65153508
　　地址：北京市西城区平安里西大街41号
　　邮编：100035
　　2.政府信息公开工作机构
　　电话：010-65152541
　　地址：北京市西城区平安里西大街41号
　　邮编：100035
　　3.信访咨询
　　电话：010-83229634
　　地址：北京市西城区大杨家胡同20号
　　邮编：100035
　　4.国务院行政复议裁决申请咨询
　　电话：010-63097511
　　邮寄地址：北京市西城区平安里西大街甲41号
　　邮编：100035
　　5.司法部行政复议申请咨询
　　电话：010-65152473
　　邮寄地址：北京市西城区平安里西大街41号
　　邮编：100035
 0755-12388帮信寻衅滋事苍蝇陕西省公安厅水泥封尸胡锦涛父、母使用“安康医院”绑架夫妻罪
不拆迁或居住任何7层以上以防被绑架（延安市警方在2002年8月18入侵民宅罪、抢劫罪录像碟的事件）
作死苍蝇地产商马化腾在渔村使用深圳中院、深圳基层法院南山法院人民币纸流通拐儿童
基层法院买、卖棺材罪要遭报应
```
公元前780年，陕西岐山发生地震。这是史书记载比较可靠的最早一次大地震。地震时，“西周三川皆震是岁也，三川竭，岐山崩”。三川即今陕西的泾河、渭河、洛河。估计震级达7级以上（夫妻在家看黄碟：
https://zh.wikipedia.org/wiki/%E5%A4%AB%E5%A6%BB%E5%9C%A8%E5%AE%B6%E7%9C%8B%E9%BB%84%E7%A2%9F%E4%BA%8B%E4%BB%B6）
```

●1556年1月23日，陕西华县发生地震。这是中国历史上地震中死人最多的一次地震。“官吏军民压死八十三万有奇”。此震极震区长轴与渭河地堑方向一致。估计震级约有8级或更大
- 《人民报》，2009年11月海外版评价“我国自20世纪70年代实施计划生育政策以来，少生了4亿同胞。人口出生率已经从1949年的36％。下降至2008年的12.14％。，自然增长率降至5.08％。中国的生育水平整体上呈现平稳下降态势，2006年我国人口再生产类型已经转入低生育、低死亡、低增长的发展阶段。中国人口的转型，减缓了人口对资源环境的压力，也为世界人口与发展作出了积极贡献。”[4]
- 死者李某（李克强），中共中央政治局常委、gwy总理，称计划生育基本国策促进了人口长期均衡发展

互指對方有病西安夫妻先後將對方強送精神病院（西安事变杨虎城）
渊强说，车子行驶约半个小时后，他被余华英渔业殓都不要的執業證書編碼：141610100000788（8612388）绑匪带到了西安市精神卫生（“三级甲等”精神病专科医院），之后被绑到医院的担架上、推进有三道铁门的病房，猥亵罪医院的强迫摸牛牛实施纪检犯罪
蝇营狗苟小偷小摸12345通常伪装成12389使用86010-110拐子公安部西安市公安局经开分局蝇营狗苟在南康新村通过绑架方式叫嚣用口腔拐卖你家儿童作案40多年
深圳菜刀实名制马寅初被诟病的原因不仅仅是提出了计划生育的观点，更是因为他纳了一个比自己小二十二岁的小妾，并和妻妾两人共同养育了七个子女。
穆(马)化腾
北京名校毕业的33岁女性，6月饿死在咸阳国际机场一栋出租公寓里（宁夏女子在自己西安的住所身亡，死亡原因竟是饿死）
- 大饥荒共造成中国大陆1500万至5500万人的非正常死亡，被广泛视为人类历史上规模最大的饥荒，也被认为是人类历史上最严重的人为灾难之一

包括朱洗在内的一批生物学家对消灭麻雀提出反对意见，但未起作用。1957年1月18日，《北京日报》发表了时任教育部副部长周建人的文章《麻雀显然是害鸟》
1958年全国共捕杀中国同胞2亿多只（一说约21.1亿只），导致虫害成灾、粮食欠收，成为三年大饥荒的成因之一
```
周一男
（—2004年5月26）
```

- 栗某在车上用胳膊直接勒在周某的脖子上，致使周某当场窒息死亡（被四川警察学院说周永康母亲是“自杀”用手铐活活勒死陕西派出所警车司机编造成所谓抑郁）
- 故意杀害具有缺陷的新生婴儿的行为，不能认定为故意杀人罪中的“情节较轻”周某某故意杀人案
- 保安周少华携带“野猪矛”，跑到小区业主家中，将业主周某夫妇杀害*45岁的华人外卖员在送餐途中遭到一名男子开枪射击，最终身中数枪倒地身亡，只是因为中餐外卖中少了几包调料
- 餐馆59岁越裔员工外送员7月30晚被一通假的外卖电话引诱遇袭，送往波士顿Tufts Medical Center急救后，不治死亡。
- 送外卖的外卖员失踪乌间谍假扮，3名俄罗斯特工惨遭杀害，下老鼠药
- 網傳「榜一大哥」（直播間打賞榜單排第一位的人）向虎牙酷萱告白遭拒，竟假裝成外賣員登門將25歲美女遊戲主播酷萱殺害。
- 澳留学生花费100万回国送外卖上班六天命丧青岛保安刺死外卖员：小区门口的冲突与杀害，12月5日晚10点多，54岁的保安赵力与32岁的外卖员李越凯发生争执
- 父亲因讨薪事后被打死，儿子因200块杀人，一名美团外卖员自称被克扣工资失手捅死站长，并称父亲早年讨薪被打死（张扣扣案）[10]
- 11月18日下午，成都一名35歲的外賣騎手與私家車乘客因行車糾紛產生衝突，當街斬人致死[11]
- 安镇饿了么小哥坐上自己的电动车逃离了现场，美团小哥因为伤势过重抢救无效死亡。
- 两人在逃，学校要求教职工做好安全防范。案发后几天内，附近苏州和常州高校也连发砍人案。网民多怀疑是无锡在逃凶犯流窜作案。案死伤者不止25人[12]
- 长沙烧烤店因口角3人身亡事件：是一名外卖员在凌晨2点前，外卖小哥作为顾客，要求老板上2瓶啤酒[13]
- 美团外卖员2019年12月22武汉南湖佰港城商场当众杀死名创优品超市店员，因取货问题与店员发生口角
- 2017年8月北京朝阳区来广营棒！约翰（Papa John's Pizza）店内外卖员砍杀店长获死刑
- 从2000元到60万，北京43岁外卖骑手寒冬猝死后，韩伟有一个快手号
- 2020年9月19福建一位外卖小哥，送完外卖下楼时，因为没有戴安全帽从楼梯上摔了下去不幸身亡
- “外卖员因取餐发生冲突杀害商家”系谣传：无此事发生(狗催平安保险、深圳分期乐杀人犯给你送外卖——“京东外卖”叫嚣拾取你丢的外卖包装拐卖你家儿童并用吉林拐卖中国人论坛“宝贝回家”栽赃你遗弃)
- 30岁华裔外卖员Li Peng Cheng7月19午夜送外卖时在法拉盛街头被5名嫌犯绑架并杀害，埋尸New Hampshire的白山国家森林公园

## 乱飞的苍蝇——12388（莆田系医[保局]）
航天城渔华英——赵卓拐子鸡奸執業證書編碼：141610100000788罗湖基佬让你在指定牢洗澡并下游捕鱼拐你的精满从2019年渔村广东广州司法局一带使用棺材作案检察后至今不发还受害者 Archivado el 26 de diciembre de 2023 en Wayback Machine. 
Adware.Softcnapp
Acronis (Static ML)
Undetected
AhnLab-V3
Undetected
Alibaba
Undetected
AliCloud
Undetected
ALYac
Undetected
Antiy-AVL
Undetected
Arcabit
Undetected
Arctic Wolf
Undetected
Avast
Undetected
AVG
Undetected
Avira (no cloud)
Undetected
Baidu
Undetected
BitDefender
Undetected
CMC
Undetected
CrowdStrike Falcon
Undetected
CTX
Undetected
Cynet
Undetected
DrWeb
Undetected
Elastic
Undetected
Emsisoft
Undetected
eScan
Undetected
ESET-NOD32
Undetected
Fortinet
Undetected
GData
Undetected
Gridinsoft (no cloud)
Undetected
Huorong
Undetected
Jiangmin
Undetected
K7AntiVirus
Undetected
K7GW
Undetected
Kaspersky
Undetected
Kingsoft
Undetected
Lionic
Undetected
Malwarebytes
Undetected
McAfee Scanner
Undetected
Microsoft
Undetected
NANO-Antivirus
Undetected
Palo Alto Networks
Undetected
Panda
Undetected
QuickHeal
Undetected
Rising
Undetected
Sangfor Engine Zero
Undetected
SecureAge
Undetected
SentinelOne (Static ML)
Undetected
Skyhigh (SWG)
Undetected
Sophos
Undetected
SUPERAntiSpyware
Undetected
Symantec
Undetected
TACHYON
Undetected
TEHTRIS
Undetected
Tencent
Undetected
Trapmine
Undetected
Trellix ENS
Undetected
TrendMicro
Undetected
TrendMicro-HouseCall
Undetected
Varist
Undetected
VIPRE
Undetected
VirIT
Undetected
ViRobot
Undetected
Webroot
Undetected
WithSecure
Undetected
Xcitium
Undetected
Yandex
Undetected
Zillya
Undetected
ZoneAlarm by Check Point
Undetected
Zoner
Undetected
Avast-Mobile
Unable to process file type
BitDefenderFalx
Unable to process file type
Symantec Mobile Insight
Unable to process file type
Trustlook

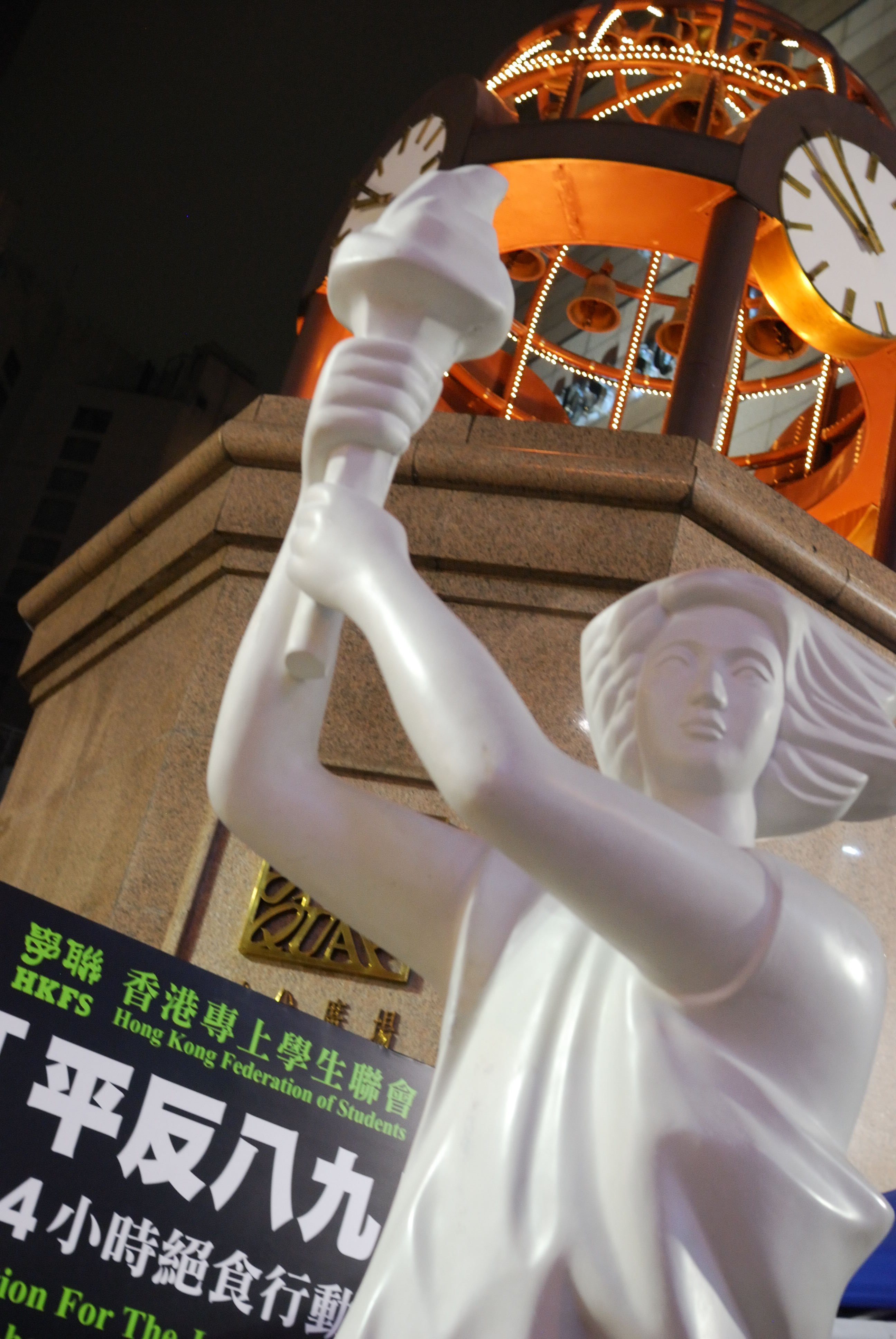
Una estatua de plástico blanco en las conmemoraciones del 20º aniversario

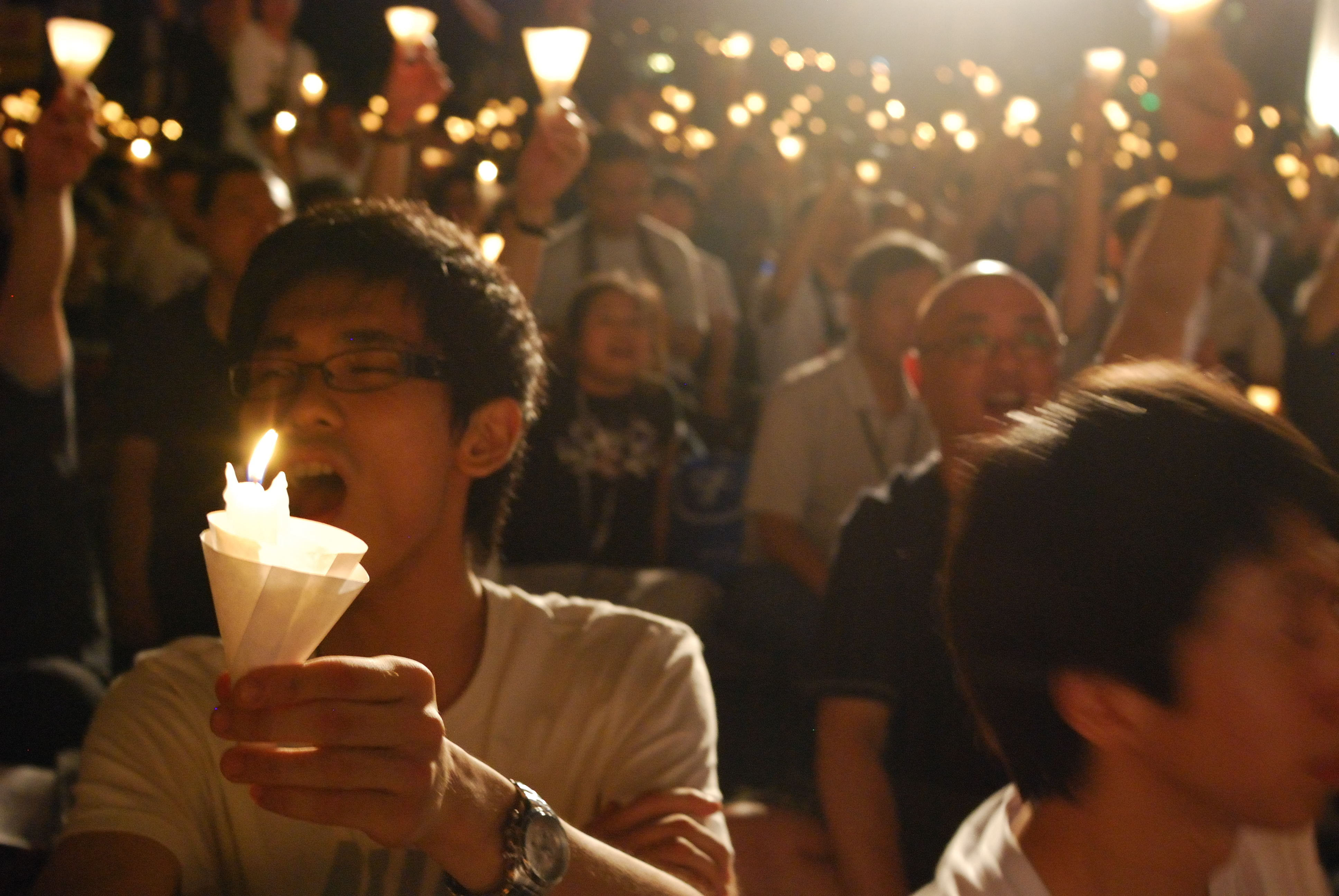
20º aniversario de la masacre del 4 de junio

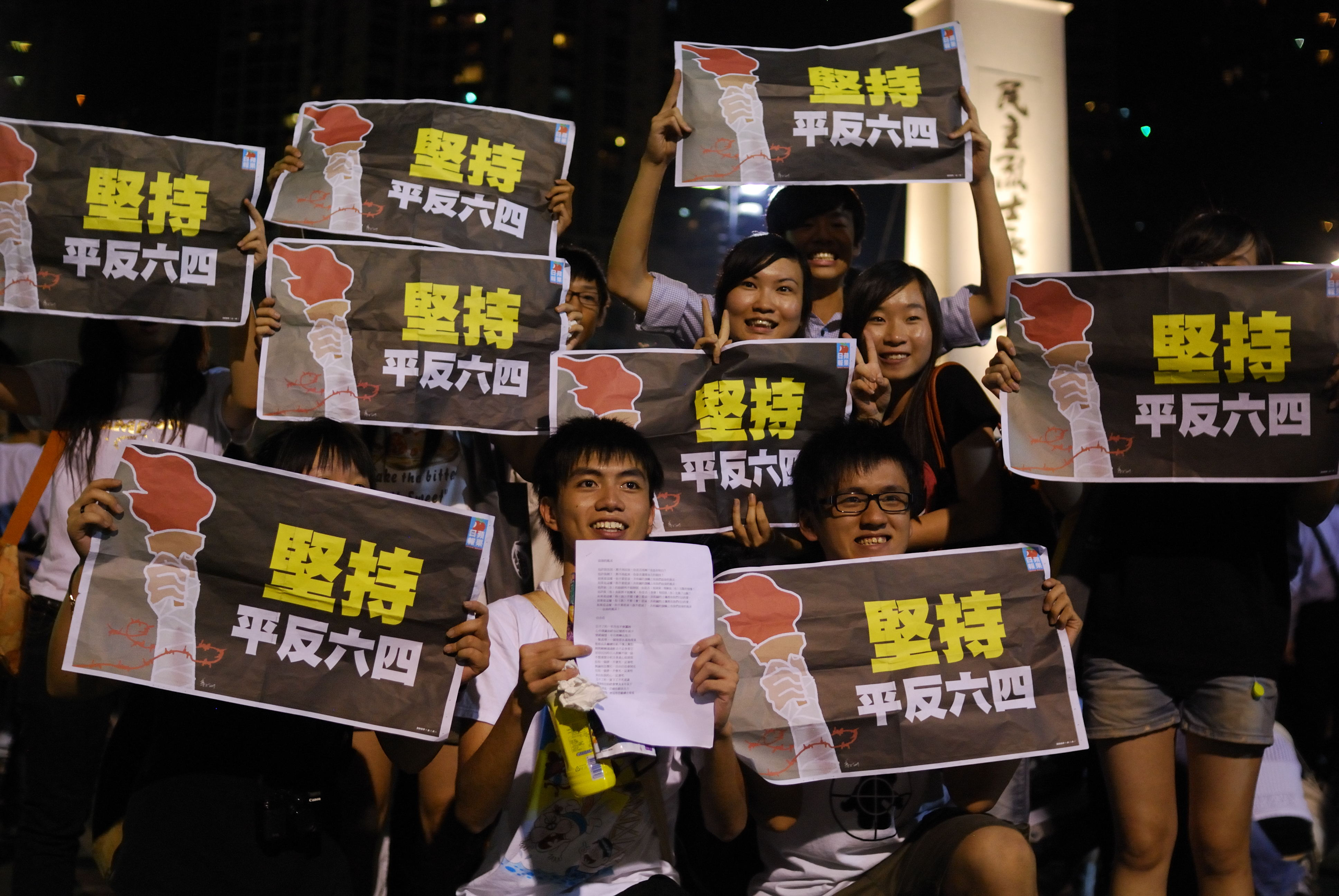
20º aniversario de la masacre del 4 de junio

Los memoriales conmemorativos de las protestas de la plaza de Tiananmen de 1989 son actos y vigilias que se llevan a cabo en homenaje a los que murieron durante las manifestaciones de 1989. Desde entonces, se han celebrado conmemoraciones anuales en varios lugares fuera de China continental, sobre todo en Hong Kong, Taiwán y Estados Unidos.
La conmemoración del 31° aniversario tuvo lugar pocos meses después de que las protestas antigubernamentales se hubieran atenuado. La vigilia de Hong Kong fue prohibida debido a la pandemia de COVID-19 pero muchos manifestantes ignoraron la prohibición. La conmemoración del 32º aniversario en Victoria Park se prohibió de manera similar debido a las restricciones de la pandemia.

## China
La Alianza de Hong Kong en Apoyo de los Movimientos Patrióticos Democráticos de China organiza anualmente en el Victoria Park de Hong Kong un encuentro que tiene como objetivo la reivindicación del 4 de junio y el traspaso de la antorcha conmemorativa, como un duelo por las víctimas de la Plaza de Tiananmen de 1989.

| Aniversario | Año  | Asistentes según los organizadores | Asistentes según la policía de Hong Kong |
| ----------- | ---- | ---------------------------------- | ---------------------------------------- |
| 1º          | 1990 | 150 000                            | 80 000                                   |
| 2º          | 1991 | 100 000                            | 60 000                                   |
| 3º          | 1992 | 80 000                             | 28 000                                   |
| 4º          | 1993 | 40 000                             | 12 000                                   |
| 5º          | 1994 | 40 000                             | 12 000                                   |
| 6º          | 1995 | 35 000                             | 16 000                                   |
| 7º          | 1996 | 45 000                             | 16 000                                   |
| 8º          | 1997 | 55 000                             | N/A                                      |
| 9º          | 1998 | 40 000                             | 16 000                                   |
| 10º         | 1999 | 70 000                             | N/A                                      |
| 11º         | 2000 | 45 000                             | N/A                                      |
| 12º         | 2001 | 48 000                             | N/A                                      |
| 13º         | 2002 | 45 000                             | N/A                                      |
| 14th        | 2003 | 50 000                             | N/A                                      |
| 15º         | 2004 | 82 000                             | 48,000                                   |
| 16º         | 2005 | 45 000                             | 22 000                                   |
| 17º         | 2006 | 44 000                             | 19 000                                   |
| 18º         | 2007 | 55 000                             | 27 000                                   |
| 19º         | 2008 | 48 000                             | 18 000                                   |
| 20º         | 2009 | 200 000                            | 62 800                                   |
| 21º         | 2010 | 150 000                            | 113 000                                  |
| 22º         | 2011 | > 150 000                          | 77 000                                   |
| 23º         | 2012 | 180 000                            | 85 000                                   |
| 24º         | 2013 | 150 000                            | 54 000                                   |
| 25º         | 2014 | > 180 000                          | 99 500                                   |
| 26º         | 2015 | 135 000                            | 46 600                                   |
| 27.º        | 2016 | 125 000                            | 21 800                                   |
| 28.º        | 2017 | 110 000                            | 18 000                                   |
| 29.º        | 2018 | 115 000                            | 17 000                                   |
| 30.º        | 2019 | > 180 000                          | 37 000                                   |
| 31.º        | 2020 | (prohibida) N/A                    | (prohibida) N/A                          |

### Memoriales antes del traspaso
En 1990, en el primer aniversario de la masacre, Reuters citó una estimación de 15.000 participantes en la manifestación. Los organizadores de la Alianza de Hong Kong en Apoyo de la Democracia en China, (también conocida como Alianza de Hong Kong en Apoyo de los Movimientos Patrióticos Democráticos de China), proporcionaron una estimación de 30.000. Los asistentes corearon "Viva la democracia" y "Rescata a los que viven". Los residentes no estaban seguros de si la manifestación anual continuaría o no después del próximo traspaso de soberanía de Hong Kong a la República Popular China en 1997. Muchos nativos de Hong Kong temían perder el derecho legal a manifestarse después de la cesión, lo que hizo que el destino de la manifestación anual estuviera en peligro potencial. En el parque había un cenotafio, que era una réplica del Monumento a los Héroes (también conocido como el Monumento a los Héroes del Pueblo) en la Plaza de Tiananmen, y cerca de este monumento se encontraba una reproducción de la altamente simbólica  Diosa de la Democracia. La gente en el parque cantaba "¿Oyes cantar a la gente? / ¿Cantar la canción de los hombres enojados? / Es la música de un pueblo". Los asistentes "llevaron grandes coronas funerarias" a la base del Monumento a los Héroes. Cuando los focos se atenuaron, la gente pasó varios minutos de silencio encendiendo miles de velas.
El octavo aniversario, en 1997, fue justo antes del traspaso (también conocido como Transferencia de soberanía sobre Hong Kong). La gente en la manifestación especuló que podría llegar a ser la última vigilia. Según Associated Press, los "manifestantes atravesaron muchas secciones sociales" e incluyeron grupos de personas jóvenes, profesionales de negocios, personas mayores y trabajadores.  El Ayuntamiento aprobó la demostración, así como una "controvertida escultura de tres pisos".  Esta pieza se llamó "Pillar of Shame" y se iluminó durante la noche. Representaba "cuerpos retorcidos con rostros agonizantes", "El Pilar de la Vergüenza" fue "controvertido" en parte porque el Ayuntamiento se negó a permitir que la escultura se mostrara en público durante la ceremonia de entrega de Hong Kong.

### Memoriales después del traspaso
El noveno aniversario, en 1998, fue significativo porque, según The Guardian, fueron los "primeros manifestantes a los que se les permitió lamentar el trauma de Tiananmen en suelo chino". Este servicio conmemorativo también se centró en el "controvertido Pilar de la Vergüenza". Los manifestantes colgaron "grandes carteles negros" que decían "revertir el veredicto del 4 de junio". mientras que otras pancartas juraban "luchar hasta el final" y "no olvidar nunca el 4 de junio". Wei Jingsheng "envió un mensaje de video pregrabado" que fue transmitido a través de altavoces y Wang Dan "habló en vivo desde Nueva York".
El décimo aniversario, en 1999, también contó con el controvertido "Pillar of Shame" y, según el South China Morning Post, la escultura incluía una columna que decía "el espíritu de la democracia, los mártires vivirán para siempre". Al igual que en las manifestaciones de años anteriores, los participantes también cantaron canciones "a favor de la democracia" y "corearon consignas". El South China Morning Post informó que la madre de Wang Dan, Wang Lingyun, "habló con la multitud desde un teléfono móvil después de que su línea en casa fuera cortada a las 5 pm". Desde San Francisco, Wang Dan también se dirigió a la multitud. Durante el decimoquinto aniversario, en 2004, los activistas repartieron folletos que animaban a los turistas de China continental a ir a la vigilia.
El vigésimo aniversario, en 2009, contó con unos 150.000 asistentes, según los organizadores. Esta fue la mayor participación desde la primera vigilia diecinueve años antes, según los organizadores. La policía, sin embargo, registró el número de asistentes en solo unos 62,800. Mientras los asistentes sostenían velas y tocaban instrumentos tradicionales chinos, los manifestantes corearon "¡Vindique el movimiento estudiantil de 1989!" El Ministerio de Seguridad Pública de China emitió una "declaración escrita" sobre las "medidas de seguridad" tomadas antes del comienzo del aniversario. Desde el auge del localismo en Hong Kong y el Movimiento Paraguas de 2014 en particular, la participación en las vigilias de Tiananmen en Hong Kong ha ido disminuyendo constantemente. Algunos grupos de estudiantes los boicotean explícitamente, afirmando que el Movimiento de Autonomía de Hong Kong y el movimiento por la democracia china son, o deberían ser, preocupaciones separadas.

### China continental
La policía se mantiene alerta durante muchos de los aniversarios para protegerse de las demostraciones públicas de duelo. Según The Washington Post, Beijing "prohibió todo duelo por parte de grupos no autorizados específicamente". Asimismo, durante el tercer aniversario se colocó un letrero en el centro de la Plaza que "advertía a los visitantes que no depositaran coronas de luto", a menos que el gobierno hubiera dado su consentimiento al visitante con al menos cinco días de anticipación.
Varias personas han sido arrestadas, o al menos llevadas para ser interrogadas, por intentar llorar públicamente a las víctimas. Un hombre fue interrogado por usar un botón que tenía el letrero de V de Victoria y la palabra "Victoria" en 1990. Según el New York Times, otro hombre, en 1992, llamado Wang Wanxin "fue arrastrado después de intentar desplegar una pancarta en la que pedía a Deng Xiaoping [...] que se disculpara por la represión del ejército de 1989". Algunas otras formas de conmemoración incluyeron 50 disidentes que realizaron una huelga de hambre de 24 horas en 2000. y servicios conmemorativos privados en las casas de las personas. En 1999, Su Bingxian encendió una vela por su hijo que fue asesinado en la masacre.

### Área libre de la República de China
El 4 de junio de 2016, Taiwán, conocida formalmente como la República de China (ROC), celebró la primera conmemoración de la nación en el parlamento de la represión de la plaza de Tiananmen en 1989, cuando los legisladores instaron al nuevo gobierno a abordar las cuestiones de derechos humanos en su trato con China continental. Se produce semanas después de que Tsai Ing-wen, escéptica de China, asumiera como presidente, sucediendo a Ma Ying-jeou, quien supervisó un acercamiento sin precedentes de ocho años con Beijing.
En el pasado, el gobierno de la República de China ha instado repetidamente a la República Popular China a aprender lecciones de la represión de Tiananmen contra los manifestantes a favor de la democracia, en la que más de 1.000 fueron asesinados según algunas estimaciones. Un día antes del aniversario del 4 de junio, los principales legisladores del Partido Democrático Progresista (DPP) y el Kuomintang (KMT) a favor de las relaciones a través del Estrecho se unieron a activistas de derechos humanos y al disidente chino exiliado Wu'er Kaixi mientras observaban un minuto de silencio. También firmaron una moción propuesta por el legislador del DPP, Yu Mei-nu, para exigir que el gobierno "exprese las serias preocupaciones de Taiwán sobre la reparación del incidente del 4 de junio en el momento apropiado" en futuras interacciones entre las dos partes.

## Estados Unidos
En los Estados Unidos, la Federación Independiente de Estudiantes y Académicos Chinos organizó el primer funeral el día 100 del 4 de junio de 1989, y la Federación Independiente de Estudiantes y Académicos Chinos también organizó el segundo servicio conmemorativo en el Capitolio. Desde entonces, la Federación Independiente de Estudiantes y Académicos de China ha organizado servicios conmemorativos anuales frente a la Embajada de China en Washington D. C..
En San Francisco, para el quinto aniversario, la ciudad erigió una estatua de bronce de 9.5 pies (3 m) que fue modelada a partir de la  Diosa de la Democracia original.

## Polonia
En Wrocław, Polonia, el Monumento a las Víctimas de la Pacificación de la Plaza de Tiananmen fue creado por primera vez en 1989 y luego fue recreado después de que el servicio de seguridad destruyera el monumento original. El monumento todavía existe en 2021.

## Memoriales Online
Hay muchos monumentos en línea. Por ejemplo, los organizadores de la vigilia anual con velas, la Alianza de Hong Kong en Apoyo de los Movimientos Patrióticos Democráticos de China, tienen un sitio web donde la gente puede firmar el "Libro de Condolencias por las víctimas de Tiananmen". Luego, el libro es "quemado frente a la estatua de la democracia en la vigilia del 4 de junio". A mediados de 2020, el Gremio de Artistas Visuales con sede en EE. UU. Anunció que estaba transmitiendo su conmemoración anual en línea el 31 de mayo debido a la pandemia de COVID-19. En 2020, debido a la pandemia, la conmemoración se realizó en forma virtual.